# Série limitada
"Série limitada" é um termo utilizado na literatura que refere-se às histórias em quadrinhos/banda desenhada publicadas num número definido e limitado de edições. Distingue-se do formato regular de publicação, e é ocasionalmente identificado como "mini-série" quando publicado entre 2 e 8 edições e "maxissérie" quando publicado com número superior.